# 빅 히트 (1998년 영화)
《빅 히트》(영어: The Big Hit)는 1998년 공개된 미국의 액션 코미디 영화이다. 마크 월버그, 루 다이아몬드 필립스, 크리스티나 애플게이트, 보킴 우드바인 등이 출연하였다.

## 줄거리
청부 살인 업자 멜빈과 동료들은 극악무도한 두목 패리스 몰래 전자 업계 지역 거물의 고등학생 딸 케이코를 납치하는 개별 행동을 저지른다. 멜빈은 케이코를 집에 숨긴다.
그러나 케이코는 하필 패리스의 대녀였고, 패리스가 조사를 시작하자 겁을 먹은 동료들은 멜빈에게 죄를 다 뒤집어씌운다. 여자친구 팸, 팸의 부모님과 집에서 저녁 식사를 해야하는 멜빈은 팸에게 자신의 직업을 숨기는 가운데 동료들과 싸워야한다.

## 출연
- 마크 월버그 - 멜빈 스마일리 역
- 루 다이아몬드 필립스 - 시스코 역
- 크리스티나 애플게이트 - 팸 슐먼 역
- 에이버리 브룩스 - 패리스 역
- 보킴 우드바인 - 크런치 역
- 안토니오 사바토 주니어 - 빈스 역
- 차이나 차우 - 케이코 니시 역
- 레이니 커잰 - 진 슐먼 역
- 엘리엇 굴드 - 모턴 슐먼 역
- 사브 시모노 - 지로 니시 역
- 로빈 던 - 검프 역
- 릴라 로숀 - 섄텔 역

## 우리말 녹음
| MBC 성우진 (2004년 5월 7일) - 안지환 - 멜빈 스마일리 (마크 월버그) - 최한 - 시스코 (루 다이아몬드 필립스) - 박소라 - 케이코 니시 (차이나 차우) - 정남 - 팸 슐먼 (크리스티나 애플게이트) - 박조호 - 패리스 (에이버리 브룩스) - 이병식 - 크런치 (보킴 우드바인) - 정희선 - 진 슐먼 (레이니 커잰) - 김태훈 - 지로 니시 (사브 시모노) - 황윤걸 - 모턴 슐먼 (엘리엇 굴드) - 김호성 - 검프 (로빈 던) - 엄태국 - 문남숙 - 박신희 - 방성준 - 정재헌 | SBS 성우진 (2006년 11월 4일) - 최원형 - 멜빈 스마일리 (마크 월버그) - 김승준 - 시스코 (루 다이아몬드 필립스) - 박영희 - 케이코 니시 (차이나 차우) - 강희선 - 팸 슐먼 (크리스티나 애플게이트) - 시영준 - 패리스 (에이버리 브룩스) - 안장혁 - 크런치 (보킴 우드바인) - 임채헌 - 빈스 (안토니오 사바토 주니어) - 유동균 - 검프 (로빈 던) - 엄상현 - 비디오점원 / 모턴 슐먼 (엘리엇 굴드) - 최병학 - 지로 니시 (사브 시모노) - 이주연 - 진 슐먼 (레이니 커잰) - 박찬희 |  |